# Theromyia murina
Theromyia murina är en tvåvingeart som först beskrevs av Philippi 1865.  Theromyia murina ingår i släktet Theromyia och familjen rovflugor. Inga underarter finns listade i Catalogue of Life.